# Вулиця Володимира Турця
Ву́лиця Володи́мира Турця́ — вулиця в Шевченківському районі міста Києва, місцевість Лук'янівка. Пролягає від вулиці Герцена до вулиці Платона Майбороди.
Прилучається провулок Архітектора Івана Зарудного.

## Історія
Вулиця вперше згадується в 1911 році під такою ж назвою на честь російського поета Михайла Лермонтова.
У різні роки назву Лермонтовська у Києві носили сучасні вулиці Богданівська, Миколи Юнкерова та Йосипа Маршака, провулки Богунський та Богданівський. Існувала також Лермонтовська вулиця у Передмостовій слобідці.
Голосування за перейменування вулиці відбулось у застосунку «Київ Цифровий». За підсумками голосування, перемогла назва на честь вченого Сергія Виноградського (29 %), далі на честь Володимира Турця (26 %) та Юрія Горліса-Горського (14 %). Втім, попри результати опитування, 12 грудня 2024 року вулицю перейменовано на честь українського діяча культури — Володимира Турця.